# Anidora fusca
Anidora fusca är en insektsart som beskrevs av Melichar 1902. Anidora fusca ingår i släktet Anidora och familjen Flatidae. Inga underarter finns listade i Catalogue of Life.